# 花生过敏
花生過敏（Peanut allergy）是對花生的食物過敏，和樹堅果過敏不同。身體的過敏症狀包括癢、荨麻疹、血管性水肿、皮膚炎、流鼻涕、哮喘、腹痛、低血壓、腹瀉，也可能會心搏停止。可能會出現過敏性休克的症狀。
花生過敏是因為免疫系统產生的即發性過敏反應所造成。花生過敏「因為其發生率、持續性以及過敏反應的潛在嚴重性，屬於嚴重的食物過敏。」。
預防可以在孕婦及嬰兒的飲食中，提早加入少量的花生來進行，建議花生過敏風險高的嬰兒最早可以在4個月時，在可以接受醫療照顧的地方接觸花生食品。針對過敏型反應的典型治療方式是注射肾上腺素。
在對花生過敏的人之中，部分人只是对花生有轻度过敏反应，但是，花生也会令一些人出现过敏性休克。美國有千分之六的人對花生过敏，這也是常見和食物有關的致命過敏反應及接近致命過敏反應。在英国，每200个人当中有大约一人对花生敏感。在英国，每年大约有10个人因为对花生的过敏反应死亡。除巴西外，尚未有國家強制要求食品標示其中含有的微量過敏原。